# Виґвіздув (Радомщанський повіт)
Виґвіздув (пол. Wygwizdów) — село в Польщі, у гміні Пшедбуж Радомщанського повіту Лодзинського воєводства.
Населення — 136 осіб (2011).
У 1975-1998 роках село належало до Пйотрковського воєводства.

## Демографія
Демографічна структура станом на 31 березня 2011 року:
|          | Загалом | Допрацездатний вік | Працездатний вік | Постпрацездатний вік |
| -------- | ------- | ------------------ | ---------------- | -------------------- |
| Чоловіки | 70      | 16                 | 47               | 7                    |
| Жінки    | 66      | 17                 | 31               | 18                   |
| Разом    | 136     | 33                 | 78               | 25                   |